# Austrofossombronia
Austrofossombronia là một chi rêu trong họ Fossombroniaceae.